# José Rafael de Silva Fernández de Híjar
 José Rafael Fadrique de Silva Fernández de Híjar y Palafox, XII duque de Híjar (Madrid, 29 de marzo de 1776 - Madrid, 16 de julio de 1863),  fue un aristócrata español que ocupó el cargo de director del Museo del Prado entre 1826 y 1838 y sirvió en la Real Casa. 

## Ascendencia y dignidades

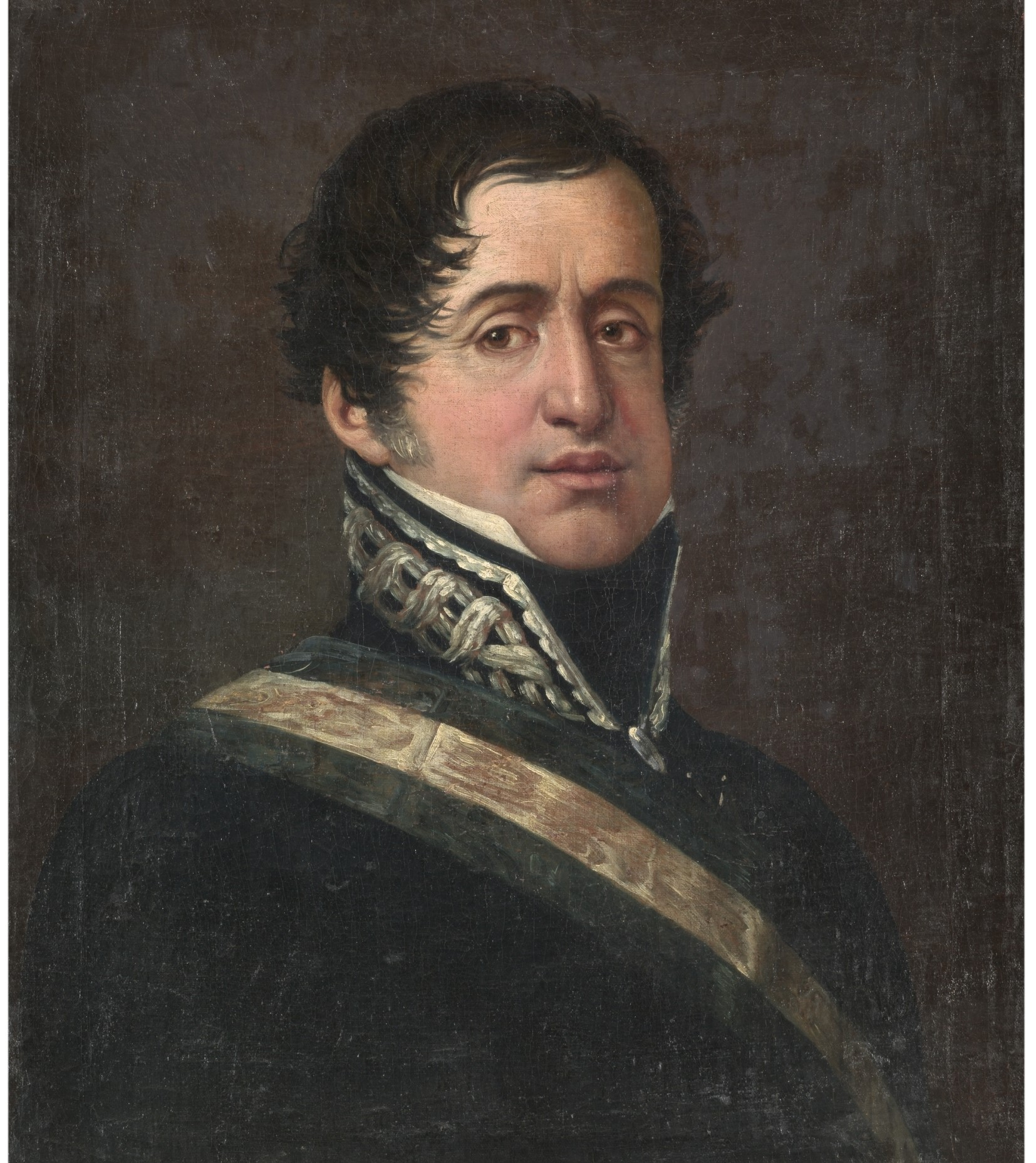
José Rafael de Silva Fernández de Híjar (hacia 1815 o 1818), por José Aparicio. Museo del Prado.

De familia tradicionalmente vinculada a la corte, era hijo segundo de Pedro de Alcántara de Silva Fernández de Híjar y Abarca de Bolea, IX duque de Híjar, caballero del Toisón de Oro, consejero de Estado y presidente de Órdenes, caballerizo mayor de la Princesa de Asturias María Luisa de Parma, y de Rafaela de Palafox y Croy d'Havré, su mujer, hija a su vez del VI marqués de Ariza, que había sido gentilhombre de Cámara del Rey Fernando VI y caballerizo mayor de la Reina viuda Isabel de Farnesio y del Príncipe de Asturias (futuro Rey Carlos IV).
Además del título de duque de Híjar, por el que era conocido, ostentó también los de duque de Aliaga, de Lécera, de Almazán y de Bournonville, marqués de Almenara, de Montesclaros, de Orani, de Rupit, de Torres y de Vilanant; conde de Aranda, de Ribadeo, de Palma del Río, de Belchite, de Castelflorite, de Salinas, de Guimerá y de Vallfogona; vizconde de Illa, de Ebol, de Canet y de Alquerforadat, príncipe de Portella, seis veces grande de España, señor de las villas de Peñalver, Alhóndiga, Villarrubia de los Ojos, etc., adelantado mayor del Mar Océano, divisero mayor de la Dignidad Real, prestamero y repostero mayor de Castilla, y protector general de la Sagrada Congregación de Recoletos Agustinos Descalzos de España, Indias y Filipinas.
Sucedió inesperadamente en todos los títulos, bienes y señoríos familiares en 1818, por fallecimiento de su sobrina Francisca, XI duquesa de Híjar, hija de su difunto hermano Agustín, X duque.
Fue senador del Reino y caballero de las Órdenes de Santiago y del Toisón de Oro y gran cruz de la de Carlos III.
Combatió como brigadier de los Reales Ejércitos en la Guerra de la Independencia y alcanzó el empleo de mariscal de campo.

## Servicio palatino
Fue desde 1800 gentilhombre de Cámara del Rey Carlos IV con ejercicio y servidumbre, y después lo fue de Fernando VII, quien le nombró sumiller de Corps en 1824. Sucedió en este cargo al conde de la Puebla del Maestre. A diferencia de este, el duque de Híjar era de talante moderado e intentó apaciguar las ansias de revancha del Rey contra los miembros de la alta servidumbre palatina afines al gobierno liberal. Tras la muerte del Rey continuó sirviendo la sumillería de corps de la Reina Isabel II hasta el año 1854, en que solicitó ser relevado por su avanzada edad.

## Director del Museo del Prado
El 3 de marzo de 1826, fue nombrado director del Museo del Prado, sucediendo en el cargo al marqués de Ariza, su tío. Durante su gobierno, la pinacoteca adquirió el Cristo crucificado de Velázquez y otras obras de la colección de la condesa de Chinchón. 
Al morir Fernando VII el 29 de septiembre de 1833, se abrió un período de incertidumbre para el Museo, pues la colección del Rey pasaba a manos de sus hijas, la Reina Isabel II y la Infanta Luisa Fernanda, lo que la abocaba a ser tasada y dividida entre ellas. El duque de Híjar, como albacea testamentario del monarca fallecido, realizó una gran labor para solucionar el problema, y finalmente la colección íntegra fue donada al Museo.

## Matrimonio y descendencia
Casó en Madrid el 9 de agosto de 1801 (en la parroquial de San Sebastián y por lo castrense), con Juana Nepomucena Fernández de Córdoba Villarroel, VIII condesa de Salvatierra, grande de España, de la que enviudó en 1808, hija de José María Fernández de Córdoba y Sarmiento de Sotomayor, VII conde de Salvatierra, y de su segunda esposa, María Antonia Fernández de Villarroel y  illacís.
Tuvieron tres hijos:
1. Cayetano de Silva y Fernández de Córdoba, XIII duque de Híjar, etc., caballero de Santiago y de Carlos III, maestrante de Sevilla, gentilhombre de Cámara de S.M. con ejercicio y servidumbre, que nació en Madrid el 8 de noviembre de 1805, fue bautizado el 9 por lo castrense en la parroquial de San Sebastián y murió en Perpiñán el 25 de enero de 1865. Casó con María de la Soledad Bernuy y Valda, hija de los condes de Montealegre. Con descendencia que se extinguió.
2. Andrés Avelino de Silva y Fernández de Córdoba, duque de Aliaga, conde de Palma del Río y de Belchite, maestrante de Sevilla, que nació en Madrid el 28 de noviembre de 1806, fue bautizado el 29 por lo castrense en la parroquial de San Sebastián y murió en Madrid, feligresía de San Martín, el 18 de enero de 1885. Llamado a suceder en la casa de Híjar al morir en 1872 su sobrino Agustín de Silva y Bernuy, XIV duque, desistió de este derecho en favor de Alfonso de Silva y Campbell, su hijo primogénito. Casó en Madrid el 22 de febrero de 1843 con María Isabel Carolina Campbell y Vincent, nacida en Debden Hall (Essex, Inglaterra) el 1.º de enero de 1821 y fallecida en Zarauz el 29 de enero de 1894, hija de William Thomson Campbell, capitán del ejército británico, y de Anne Mary Vincent.[1] La casa de Híjar siguió en la de su citado hijo, y en el siglo XX se agregó por matrimonio a la de Alba.
3. Y María Antonia de Silva y Fernández de Córdoba, que nació en Madrid el 20 de mayo de 1808 y fue bautizada el 21 por lo castrense en la parroquial de San Sebastián.

| Predecesor: Marqués de Ariza | Director del Museo del Prado 1826 – 1838 | Sucesor: José de Madrazo |